# Michael E. Arth
Michael E. Arth, né le 27 avril, 1953, est un artiste américain, designer d'intérieur/paysagiste/urbaniste, futuriste, et auteur.

## Art
Michael E. Arth a travaillé avec divers médias ; depuis des affiches pour concert de rock dans les années 1970, à des gravures originales, sérigraphies, et lithographies, des peintures, et des photographies. Un livre grand format de son œuvre, Michael E. Arth: Introspective 1972-1982, a été publié en 1983. Il changea de direction en 1986 pour s'intéresser à l'décor et l'urbanisme. En 2007, en collaboration avec le cinéaste Blake Wiers, Il a produit son premier documentaire long-métrage.

## Construction et urbanisme
Arth dessina, construisit et fit les jardins de plusieurs petites résidences privées en Californie du Sud de 1986 à 2000, notamment la Casa de Lila, une villa de sept étages de style espagnol intégrée dans la crête montagneuse de la région de Hollywood Hills.
En 1999, Arth Institua une version plus piétonnière et écologique du nouvel Urbanisme New Urbanism appelé Nouveau Piétonnisme New Pedestrianism. Son approche innovatrice requiert de nouvelles villes compactes, des quartiers où des allées piétonnières et pistes cyclables ombragées d'arbres font face aux maisons et commerces, avec des rues ombragées d'arbres pour les voitures à l'arrière.

## Quartier des Jardin
En 2000, tout en travaillant sur un livre et un documentaire, The Labors of Hercules: Modern Solutions to 12 Herculean Problems/ Les travaux d'Hercules: solutions modernes à 12 problèmes herculéens, Arth trouva un petit quartier dégradé à DeLand, Floride, où il pouvait essayer certaines de ses idées. Il y acheta trente résidences et commerces qu'il restaura sur une période de six ans. L'expulsion des trafiquants de drogue et la rénovation de ce quartier du centre-ville lui a valu le support de la communauté et de nombreux prix. Il a changé le nom de « Crack Town » à Downtown DeLand's Historic Garden District. Arth a amélioré l'infrastructure existante  en plantant des arbres et en construisant des allées piétonnes, des jardins, des cours, et des pistes cyclables dans le quartier.

## Solution aux sans-abri
En 2007 Arth proposa une solution nationale controversée aux problèmes des sans-abri qui consisterait à bâtir des villages piétonniers au lieu de ce qu'il appelle « les approches emplâtres sur une jambe de bois ». Un prototype, Tiger Bay Village, fut proposé près de Daytona Beach, en Floride. Il prétend que ce serait bénéfique pour le traitement des besoins psychologiques et psychiatriques des sans-abri à la fois temporaires et permanents, et que cela coûterait moins cher que l'approche courante.  Les possibilités d'emplois, incluant la construction et l'entretien des villages, ainsi que la création d'agences pour l'emploi rendraient les villages financièrement et socialement viables,,.

## New Urban Cowboy
New Urban Cowboy, un documentaire long-métrage, sortira en 2008. Le film fait la chronique de la réhabilitation du Quartier des Jardins à deLand et explique la philosophie derrière le Nouveau Piétonnisme (New Pedestrianism).

## UNICE
UNICE (Universal Network of Intelligent Conscious Entities) est une vision du futur que Michael Arth développe depuis 1969. Il a inventé le terme UNICE dans les années 1990 pour décrire l'intelligence consciente qui selon sa théorie « émergera sur terre de l'interaction comparable à une ruche entre les ordinateurs, les humains et l'internet ». Michael Arth croit que UNICE, à la fois sous sa forme collective et ses manifestations Individuelles, annoncera une "Singularité Technologique" (Technological Singularity), qui pourrait produire une vie intelligente non biologique qui pourrait envahir la terre et se répandre dans l'espace. Arth travaille sur un livre et un documentaire sur ce sujet,.